# Paul Holmgren
Paul Howard Holmgren, född 2 december 1955 i Saint Paul, Minnesota, är en amerikansk befattningshavare som är president för NHL-organisationen Philadelphia Flyers. Holmgren är dessutom en före detta professionell ishockeyspelare, tränare och general manager. Han spelade 10 säsonger i NHL för Philadelphia Flyers och Minnesota North Stars. Som tränare i NHL ledde Holmgren Philadelphia Flyers och Hartford Whalers.

## Spelare

### WHA
Paul Holmgren valdes som 67:e spelare totalt i WHA-draften 1974 av Edmonton Oilers. Han spelade dock aldrig för Oilers då klubben bytte bort hans spelarrättigheter till Minnesota Fighting Saints i hemstaden Saint Paul. Holmgren debuterade för Fighting Saints säsongen 1975–76 och gjorde 14 mål och 16 assist för totalt 30 poäng på 51 matcher, tillsammans med 121 utvisningsminuter. Han var dock tvungen att lämna Fighting Saints i februari 1976 på grund av klubbens ekonomiska problem.

### NHL
Holmgren hade valts av Philadelphia Flyers som 108:e spelare totalt i NHL-draften 1975. I slutet på säsongen 1975–76 skrev han på för Flyers och spelade en match för klubben samt sex matcher för farmarlaget Richmond Robins i AHL. 
Holmgren etablerade sig i Flyers laguppställning säsongen 1976–77 då han spelade 59 matcher och gjorde 26 poäng. Holmgrens 201 utvisningsminuter under hans första hela säsong med Flyers visade också på att han inte backade undan från fysiskt spel. 
1979–80 hade Holmgren sin bästa säsong poängmässigt då han gjorde 30 mål och 35 assist för 65 poäng på 74 matcher. I slutspelet 1980 gjorde han 10 mål och 10 assist för 20 poäng på 18 matcher då Flyers gick till Stanley Cup-final mot New York Islanders. I den andra matchen i finalserien i The Spectrum i Philadelphia blev Holmgren historisk som den förste amerikanen någonsin att göra ett hattrick i en Stanley Cup-final. Flyers vann matchen med 8-3 men förlorade matchserien med 4-2. 
Holmgren spelade för Flyers fram till och med säsongen 1983–84 då han byttes bort till Minnesota North Stars. Det blev endast 27 grundseriematcher och 15 slutspelsmatcher med North Stars för Holmgrens del innan han lade av som aktiv spelare efter säsongen 1984–85.

### Statistik
WCHA = Western Collegiate Hockey Association, NAHL = North American Hockey League
| 1973–74    | St. Paul Vulcans          | MWJHL      | 55  | 22  | 59  | 81  | 183  | —  | —  | —  | —  | —   |
| 1974–75    | Minnesota Golden Gophers  | WCHA       | 37  | 10  | 21  | 31  | 108  | —  | —  | —  | —  | —   |
| 1975–76    | Minnesota Fighting Saints | WHA        | 51  | 14  | 16  | 30  | 121  | —  | —  | —  | —  | —   |
| 1975–76    | Johnstown Jets            | NAHL       | 6   | 3   | 12  | 15  | 12   | —  | —  | —  | —  | —   |
| 1975–76    | Philadelphia Flyers       | NHL        | 1   | 0   | 0   | 0   | 2    | —  | —  | —  | —  | —   |
| 1975–76    | Richmond Robins           | AHL        | 6   | 4   | 4   | 8   | 23   | —  | —  | —  | —  | —   |
| 1976–77    | Philadelphia Flyers       | NHL        | 59  | 14  | 12  | 26  | 201  | 10 | 1  | 1  | 2  | 25  |
| 1977–78    | Philadelphia Flyers       | NHL        | 62  | 16  | 18  | 34  | 190  | 12 | 1  | 4  | 5  | 26  |
| 1978–79    | Philadelphia Flyers       | NHL        | 57  | 19  | 10  | 29  | 168  | 8  | 1  | 5  | 6  | 22  |
| 1979–80    | Philadelphia Flyers       | NHL        | 74  | 30  | 35  | 65  | 267  | 18 | 10 | 10 | 20 | 47  |
| 1980–81    | Philadelphia Flyers       | NHL        | 77  | 22  | 37  | 59  | 306  | 12 | 5  | 9  | 14 | 49  |
| 1981–82    | Philadelphia Flyers       | NHL        | 41  | 9   | 22  | 31  | 183  | 4  | 1  | 2  | 3  | 6   |
| 1982–83    | Philadelphia Flyers       | NHL        | 77  | 19  | 24  | 43  | 178  | 3  | 0  | 0  | 0  | 6   |
| 1983–84    | Philadelphia Flyers       | NHL        | 52  | 9   | 13  | 22  | 105  | —  | —  | —  | —  | —   |
| 1983–84    | Minnesota North Stars     | NHL        | 11  | 2   | 5   | 7   | 46   | 12 | 0  | 1  | 1  | 6   |
| 1984–85    | Minnesota North Stars     | NHL        | 16  | 4   | 3   | 7   | 38   | 3  | 0  | 0  | 0  | 8   |
| NHL totalt | NHL totalt                | NHL totalt | 527 | 144 | 179 | 323 | 1684 | 82 | 19 | 32 | 51 | 195 |

### Internationellt
| År     | Lag    | Turnering |   | Matcher | Mål | Assist | Poäng | Utv |
| ------ | ------ | --------- | - | ------- | --- | ------ | ----- | --- |
| 1974   | USA    | JVM       | 4 | 0       | 0   | 0      | 8     |     |
| Totalt | Totalt | Totalt    | 4 | 0       | 0   | 0      | 8     |     |

## Tränare

### Philadelphia Flyers
Paul Holmgren började sin tränarbana som assisterande tränare i Philadelphia Flyers under Mike Keenan. Då Keenan fick sparken efter säsongen 1987–88 fick Holmgren ta över som huvudtränare. Holmgren ledde Flyers till semifinal i Stanley Cup-slutspelet 1989 under sin första säsong som huvudansvarig tränare. De följande två säsongerna missade Flyers slutspelet och efter en svag inledning på säsongen 1991–92 fick Holmgren sparken.

### Hartford Whalers
Säsongen 1992–93 tog Holmgren över som huvudtränare i Hartford Whalers. Whalers missade slutspelet efter att endast samlat ihop 58 poäng på 84 matcher. Följande säsong, 1993–94, tränade Holmgren Whalers inledningsvis men klev sedan åt sidan för att istället ta över jobbet som general manager i klubben.
1994–95 var Holmgren tillbaka som tränare för Whalers men klubben missade åter igen slutspelet efter att ha samlat ihop 43 poäng på 48 matcher under den förkortade säsongen, vilket gav laget en tiondeplats i Eastern Conference. Efter en tveksam start på säsongen 1995–96 fick Holmgren sparken som tränare för Hartford Whalers.

### Statistik
M = Matcher, V = Vinster, F = Förluster, O = Oavgjorda
| Lag   | År      | Grundserie | Grundserie | Grundserie | Grundserie | Grundserie | Grundserie               | Slutspel | Slutspel | Slutspel                  |
| Lag   | År      | M          | V          | F          | O          | Poäng      | Resultat                 | V        | F        | Resultat                  |
| ----- | ------- | ---------- | ---------- | ---------- | ---------- | ---------- | ------------------------ | -------- | -------- | ------------------------- |
| PHI   | 1988–89 | 80         | 36         | 36         | 8          | 80         | 4:a i Patrick Division   | 10       | 9        | Förlorade i tredje rundan |
| PHI   | 1989–90 | 80         | 30         | 39         | 11         | 70         | 6:a i Patrick Division   |          |          | Missade slutspel          |
| PHI   | 1990–91 | 80         | 33         | 37         | 10         | 76         | 5:a i Patrick Division   |          |          | Missade slutspel          |
| PHI   | 1991–92 | 24         | 8          | 14         | 2          | 18         | 6:a i Patrick Division   |          |          | –                         |
| HAR   | 1992–93 | 84         | 26         | 52         | 6          | 58         | 5:a i Adams Division     |          |          | Missade slutspel          |
| HAR   | 1993–94 | 17         | 4          | 11         | 2          | 10         | 6:a i Northeast Division |          |          | –                         |
| HAR   | 1994–95 | 48         | 19         | 25         | 5          | 43         | 5:a i Northeast Division |          |          | Missade slutspel          |
| HAR   | 1995–96 | 12         | 5          | 6          | 1          | 11         | 4:a i Northeast Division |          |          | –                         |
| Total | Total   | 425        | 161        | 219        | 45         |            |                          |          |          |                           |

## General Manager
Efter att ha fått sparken som tränare för Hartford Whalers säsongen 1995–96 återvände Holmgren till Philadelphia Flyers organisation redan samma säsong som ansvarig för att scouta nya spelare. Han utsågs till spelaransvarig efter säsongen 1996–97 och till assisterande general manager efter säsongen 1998–99. Holmgren arbetade som assisterande general manager i Flyers fram till och med säsongen 2006–07 då han tog över jobbet som general manager efter Bobby Clarke. 
Inför säsongen 2011–12 reste Holmgren på mångas ögonbryn då han bytte bort Flyers lagkapten Mike Richards till Los Angeles Kings och Jeff Carter till Columbus Blue Jackets. Bytesaffärerna överraskade många då både Richards och Carter hade skrivit långtidskontrakt med klubben. Den 7 maj 2014 meddelade Flyers att man hade befordrat Holmgren till att bli president med det övergripande ansvaret för hela organisationen. Holmgren fick dock lämna sin post som general manager, som övertogs av Ron Hextall.